# Пристли, Джейсон
Джейсон Пристли (англ. Jason Priestley; род. 28 августа 1969 года) — американо-канадский актёр, прославившийся исполнением роли Брендона Уолша в сериале «Беверли-Хиллз, 90210» и ролью Ричарда Фитцпатрика в сериале «Зовите меня Фитцем» на канале HBO Canada. В настоящее время исполняет роль Мэтта Шейда в канадском телесериале «Частные сыщики».

## Биография
Актёр родился 28 августа 1969 года в Ванкувере, Канада, где до сих пор проживают его родители. Его мать — актриса Шерон Кирк, также у актёра есть сестра-двойняшка, актриса Джастин Пристли (в 1996 году появилась в нескольких эпизодах телесериала «Мелроуз Плейс»), и две сводные сестры Карин и Кристи. Джейсон — выпускник Средней школы Аргайл в Северном Ванкувере, Британская Колумбия. 9 июля 2007 года на ток-шоу «Поздней ночью с Конаном О’Брайаном» Пристли объявил, что несколькими неделями ранее наконец получил американское гражданство.

### Личная жизнь
В 1997 году после длительного романа, начавшего в 1992, Джейсон расстался со своей возлюбленной — актрисой Кристин Эллис, сыгравшей в «Беверли-Хиллз, 90210» роль психически неуравновешенной Эмили Валентайн.
14 мая 2005 года актёр женился на гримёрше Наоми Лоуд (англ. Naomi Lowde). 2 июля 2007 года у пары родилась дочь Ава Вероника, весом 7 фунтов 4 унции при рождении. 13 апреля 2009 года пара объявила, что ждёт второго ребёнка — мальчик, которого назвали Дэшиэл Орсон, родился 9 июля 2009 года.
Сейчас Пристли вместе со своей семьёй живёт в Лос-Анджелесе.

### Автоспорт
Среди увлечений уроженца Канады есть автомобильный спорт. Первые опыты в гоночной части относятся к первой половине 1990-х годов, когда Джейсон, за рулём Toyota Celica All-Trac ST185 участвовал в раллийном чемпионате SCCA Pro Rally Series. Позже, в 1999 году, он принимает участие в первом ралли «Gumball 3000».
Автоспортивные опыты ванкуверца затронули не только ралли. Так Джейсон провёл несколько тестовых заездов на технике IRL Indy Lights, однако опыты в столь скоростных дисциплинах были прерваны после 2002 года, когда во время сессии этой серии на «Kentucky Speedway» Пристли на скорости 180 миль/час влетел в стену на аутсайде. Сразу после инцидента актёра доставили в критическом состоянии в «Медицинский Центр Чендлерре» при университет Кентукки. Когда его состояние стабилизировалось, актёра перевезли в госпиталь Индианаполиса, где он достаточно быстро прошёл через оздоровительный период. Люк Перри, с которым актёр сдружился на съёмках «Беверли-Хиллз, 90210», навещал Пристли в больнице несколько раз.
Имя ванкуверца вновь появилось в автоспортивных новостях в 2008 году, когда Джейсон стал совладельцем команды «Rubicon Race Team», попытавшейся вместе с пилотом Максом Паписом пройти квалификацию в Indy 500. Итальянец серьёзно разбил машину на тренировке и, в итоге, не прошёл отборочное сито.
В 2010 году проект был реанимирован под брендом FAZZT Race Team. Пилотом команды стал один из совладельцев команды Алекс Тальяни. Монреалец неплохо отъездил весь сезон, завоевав несколько финишей в Top10 и заняв итоговое тринадцатое место. В Indy 500 Алекс квалифицировался 5-м и финишировал на 10-й позиции. В межсезонье всё имущество проекта было выкуплено организацией «Sam Schmidt Motorsports».
Пристли также пробовал себя на телевидении — сотрудничая в роли спортивного комментатора и интервьюера с ABC во время их трансляций IRL Indy Lights.

### Продвижение группыBarenaked Ladies
Пристли является большим поклонником группы Barenaked Ladies и посетил множество их концертов в Калифорнии в середине 1990-х годов. Когда он наконец встретился с участниками группы, он предложил свои услуги в качестве режиссёра клипа на их песню «The Old Apartment», после чего занялся продвижением группы, используя свой звёздный статус. Кроме того, группа выступала в ночном клубе «После полуночи» в одном из эпизодов шоу «Беверли-Хиллз, 90210». Солист Эд Робертсон уверяет, что успеху группы в Америке они обязаны Пристли. Наиболее значимый вклад Пристли сделал, когда снял в 1999 году документальный фильм о группе под названием «Barenaked In America», рассказывая о своём путешествии c группой во время их американского турне.

### Другие увлечения
Актёр увлекается режиссурой и поставил много эпизодов для известных американских телешоу — первой работой на этом поприще стал музыкальный клип на песню Кэти Деннис. Также актёр любит играть в баскетбол и хоккей (своё мастерство в этих видах спорта Пристли продемонстрировал в ранних сезонах сериала «Беверли-Хиллз, 90210»), регби и гольф.
По собственному признанию, любимый писатель Джейсона — Джек Керуак. Кроме того, актёр является поклонником телесериала Дэвида Линча «Твин Пикс». Мировые журналы не раз включали актёра в списки самых красивых людей планеты.

## Карьера
Актёрский талант проявил в 4 года, когда по просьбе сына его мать-актриса пришла на пробы к частному рекламному агенту. До 8 лет Джейсон, в основном, снимался в рекламных роликах. Карьера актёра началась с роли Бобби Конрада, правнука гангстера в одном из эпизодов «A Piece Of Cake» шоу «Воздушный волк» в 1987 году. Затем Пристли получил роль в ситкоме «Сестра Кейт» со Стефани Бичем в главной роли — проект не смог долго продержаться в эфире, и вскоре был закрыт. В сериале ему досталась роль Тодда, мальчика, оказавшегося под опекой монахини-англичанки. В 1990 году актёра утвердили на главную роль Брендона Уолша в культовом сериале «Беверли-Хиллз, 90210». Он также срежиссировал 19 эпизодов сериала, который покинул в 1998 году — при этом актёр выполнял функции исполнительного продюсера шоу вплоть до его закрытия в 2000 году.
С 2004 по 2005 года играл Джека Харпера в многосерийном триллере «Вернуть из мёртвых». Кроме того, в 2006 году появился в нескольких эпизодах проекта «Love Monkey». Кроме того, появился в гостевых ролях в сериалах «За что тебя люблю» и «Без следа» в февральских эпизодах. Вместе с тем Пристли снялся в нескольких крупных фильмах, среди которых стоит отметить картины «Любовь и смерть на Лонг-Айленде», рассказывающем о молодом актёре, которого обожают миллионы подростков, однако сам мужчина чувствует, что его не воспринимают всерьёз. Также Джейсон сыграл наёмного убийцу в драме «Хладнокровный». Актёр поставил девятнадцатый эпизод последнего сезона шоу «Седьмое небо», а также снял два эпизода — «Slice of Life» «Just Say No» — для шоу «Тайная жизнь американского подростка», вышедших в эфир на канале ABC Family 26 августа и 9 сентября 2008 года, соответственно.
15 июля 2007 года актёр вернулся на телевидение в качестве актёра и исполнил главную мужскую роль в сериале канала Lifetime Television «На краю жизни», а в 2008 появился в гостевой роли в комедии «Меня зовут Эрл» на канале NBC — актёру досталась роль Блейка, успешного кузена Эрла. В том же году актёр срежиссировал пять эпизодов сериала «Тайная жизнь» и эпизод «Off The Rails» сериала «90210: Новое поколение», где вновь встретился с Дженни Гарт. В 2009 Пристли снял и спродюсировал 12 эпизодов веб-сериала «Озера» для сайта Warner Bros. В декабре 2009 года актёр появился с Дагреем Скоттом, Брайаном Коксом и Эдди Иззардом в фильме «День триффидов» по сценарию Патрика Харбинсона, работавшего над сериалами «Скорая помощь» и «Закон и порядок». Мини-сериал основан на одноимённо пост-апокалиптическом романе-бестселлере Джона Уиндема.
Пристли стал режиссёром фильма канала Hallmark Channel под названием «Полуночное прощание с правосудием», главную роль в котором сыграл его давний друг и коллега Люк Перри, который вышел в эфир в январе 2011 года. Также актёр снялся вместе с Дженнифер Финниган в сериале «Ясновидец». С 2010 года играет главную роль в шоу «Зовите меня Фитцем» канала HBO Canada. В августе 2011 года актёр присоединился к актёрскому составу во втором сезоне научно-фантастического сериала «Хейвен», для которого также срежиссировал один эпизод.
Кроме того, актёр снялся в клипах на песню «I Drove All Night» на песню Роя Орбисона и «Boys» на песню Бритни Спирс.

## Фильмография

### Кино
| Кино | Кино                                   | Кино                             | Кино                      | Кино                       |
| Год  | Название                               | В оригинале                      | Роль                      | Примечания                 |
| ---- | -------------------------------------- | -------------------------------- | ------------------------- | -------------------------- |
| 1986 | Мальчик, который умел летать           | The Boy Who Could Fly            | Гэри                      |                            |
| 1988 | Наблюдатели                            | Watchers                         | Мальчик на велосипеде     |                            |
| 1989 | Некуда бежать                          | Nowhere To Run                   | Говард                    |                            |
| 1993 | Девушка из календаря                   | Calendar Girl                    | Рой Дарпинян              |                            |
| 1993 | Тумстоун: Легенда Дикого Запада        | Tombstone                        | Помощник Билли Брекинридж |                            |
| 1995 | Хладнокровный                          | Coldblooded                      | Космо Риф                 | главная роль               |
| 1997 | Любовь и смерть на Лонг-Айленде        | Love & Death On Long Island      | Ронни Босток              | главная роль               |
| 1997 | Халтурщики                             | Hacks                            | Чувак                     |                            |
| 1998 | Беседы в Лимбо                         | Conversations In Limbo           |                           | короткометражный фильм     |
| 1998 | Тонкая розовая линия                   | The Thin Pink Line               | Хантер Грин               |                            |
| 1999 | Выбирая жизнь                          | Choose Life                      | Диджей                    | короткометражный фильм     |
| 1999 | История Дилла Скаллиона                | Dill Scallion                    | Джо Джо Хикс              | псевдодокументальный фильм |
| 1999 | Против течения                         | Standing On Fishes               | Джейсон                   |                            |
| 1999 | Свидетель                              | Eye Of The Beholder              | Gary                      |                            |
| 2000 | Приключения льва в волшебной стране Оз | Lion Of Oz                       | Лев                       | озвучивание                |
| 2000 | Гершель Хоппер: Нью-Йоркский кролик    | Herschel Hopper: New York Rabbit | Хавьер                    | озвучивание                |
| 2000 | Разбойник                              | The Highwayman                   | Завтрак                   |                            |
| 2001 | Зига                                   | Zigs                             | Дэвид                     |                            |
| 2001 | Четвёртый ангел                        | The Fourth Angel                 | Дэвидсон                  |                            |
| 2002 | Спускается тьма                        | Darkness Falling                 | Майкл Пэйсер              |                            |
| 2002 | Виртуальное шоу                        | Cherish                          | Эндрю                     |                            |
| 2002 | Сенсация!                              | Cover Story                      | Джей-Си Пек               |                            |
| 2002 | Время волка                            | Time Of The Wolf                 | Мистер Нельсон            |                            |
| 2002 | Причудливый танец                      | Fancy Dancing                    | Аза Гэммил                |                            |
| 2003 | Умри, мамочка, умри                    | Die, Mommie, Die!                | Тони Паркер               |                            |
| 2004 | Моя мама — хоккеистка                  | Chicks With Sticks               | Стив Купер                |                            |
| 2004 | Держись до конца                       | Going The Distance               | Ленни Свекхаммер          |                            |
| 2006 | Горячая Тамале                         | Hot Tamale                       | Джуд                      |                            |
| 2006 | Сделано в Бруклине                     | Made In Brooklyn                 | Диджей                    |                            |
| 2009 | Мужество                               | Courage                          | Роберт                    |                            |

### Телевидение
| Телевидение | Телевидение                                       | Телевидение                                     | Телевидение              | Телевидение                                                             |
| Год         | Название                                          | В оригинале                                     | Роль                     | Примечания                                                              |
| ----------- | ------------------------------------------------- | ----------------------------------------------- | ------------------------ | ----------------------------------------------------------------------- |
| 1987        | Воздушный волк                                    | Airwolf                                         | Бобби                    | эпизод «A Piece Of Cake»                                                |
| 1987        | Джамп-Стрит, 21                                   | 21 Jump Street                                  | Тобер Брайан             | эпизоды «Mean Streets & Pastel Houses» и «Two For The Road»             |
| 1987        | Опасный залив                                     | Danger Bay                                      | Дерек                    | эпизод «Deep Trouble»                                                   |
| 1988        | Секретный агент Макгайвер                         | MacGyver                                        | Денни                    | эпизод «Blood Brothers»                                                 |
| 1989        | Ангел-подросток                                   | Teen Angel                                      | Базз Гундерсон           | 12 эпизодов                                                             |
| 1989        | Квантовый скачок                                  | Quantum Leap                                    | Пенсил                   | эпизод «Camikazi Kid»                                                   |
| 1989        | Сестра Кейт                                       | Sister Kate                                     | Todd Mahaffey            | 19 эпизодов                                                             |
| 1989        | Возвращение ангела-подростка                      | Teen Angel Returns                              | Базз Гундерсон           | 13 эпизодов                                                             |
| 1990—2000   | Беверли-Хиллз, 90210                              | Beverly Hills, 90210                            | Брендон Уолш             | 246 эпизодов, главная роль                                              |
| 1992        | Субботним вечером в прямом эфире                  | Saturday Night Live                             | Ведущий                  | Играет самого себя                                                      |
| 1992        | Занятия Дрекселла                                 | Drexell’s Class                                 | Молодой священник        | эпизод «Cruisin'»                                                       |
| 1992        | Кот Ик                                            | Eek! The Cat                                    | Бо Диддли Сквот          | Озвучивание                                                             |
| 1994        | Специальный выпуск по случаю 20-летия Кингс-Аленд | Kings Island 20th Anniversary Special           | Ведущий                  | специальный выпуск                                                      |
| 1995        | Сердечный выбор: История о Маргарет Сэнджер       | Choices Of The Heart: The Margaret Sanger Story | Рассказчик               | телевизионный фильм                                                     |
| 1995        | Мыши-рокеры с Марса                               | Biker Mice From Mars                            | Джек МакКайбер           | эпизоды «Virtual Unreality» и «Hit the Road, Jack»                      |
| 1997        | Неуловимый                                        | Vanishing Point                                 | Голос                    | телевизионный фильм                                                     |
| 1997        | За гранью возможного                              | The Outer Limits                                | Энтони Жигетти           | эпизод «New Lease»                                                      |
| 1998        | Супермен                                          | Superman: The Animated Series                   | Рипп Дэггл / Хамелеон    | эпизод «New Kids In Town»                                               |
| 2000        | Запретная любовь                                  | Common Ground                                   | Билли                    | телевизионный фильм                                                     |
| 2000        | Убойный отдел                                     | Homicide: The Movie                             | Детектив Роберт Холл     | телевизионный фильм                                                     |
| 2000        | Шоу в 11 вечера                                   | The 11 O’Clock Show                             | Играет самого себя       | эпизод 4x41                                                             |
| 2000        | Прощание с завтра                                 | Kiss Tomorrow Goodbye                           | Джарред                  | телевизионный фильм                                                     |
| 2001        | Спин-Сити                                         | Spin City                                       | Скотт                    | эпизод «In The Company Of Dudes»                                        |
| 2002        | Иеремия                                           | Jeremiah                                        | Майкл                    | эпизод «…And the Ground, Sown With Salt»                                |
| 2002        | Том Стоун                                         | Tom Stone                                       | Даг                      | эпизод «Little Bitty»                                                   |
| 2002        | Внимание! Нецензурные выражения                   | Warning: Parental Advisory                      | Чарли Бёрнер             | телевизионный фильм                                                     |
| 2002        | Истинный смысл рождественских ценностей           | The True Meaning Of Christmas Specials          | Санта-чувак              | специальный выпуск                                                      |
| 2003        | 8 простых правил для друга моей дочери-подростка  | 8 Simple Rules                                  | Картер Тиббитс           | эпизод «Every Picture Tells A Story»                                    |
| 2004        | Путешествия                                       | Rides                                           | Ведущий                  | документальный фильм                                                    |
| 2004        | Реалии любви                                      | I Want To Marry Ryan Banks                      | Райан Бенкс              | телевизионный фильм                                                     |
| 2004        | Убийство во сне                                   | Sleep Murder                                    | Питер Родвелл            | телевизионный фильм                                                     |
| 2004        | Пятерняшки                                        | Quintuplets                                     | Стив Чейз                | Thanksgiving Day Charade                                                |
| 2004—2005   | Вернуть из мёртвых                                | Tru Calling                                     | Джек Харпер              | 13 эпизодов                                                             |
| 2005        | Побег из замка Колдитц                            | Colditz                                         | Офицер Ретт Баркер       | телевизионный фильм                                                     |
| 2005        | Убийство на базе Президио                         | Murder At The Presidio                          | Том                      | телевизионный фильм                                                     |
| 2005        | За что тебя люблю                                 | What I Like About You                           | Чарли                    | эпизоды «The Perfect Date» и «Halloween»                                |
| 2005        | Снежное чудо                                      | Snow Wonder                                     | Уоррен                   | телевизионный фильм                                                     |
| 2006        | Хоккейный город                                   | Hockeyville                                     | Джейсон                  | эпизод «1x05»                                                           |
| 2006        | Продюсер                                          | Love Monkey                                     | Майк Фрид                | 8 эпизодов                                                              |
| 2006        | Без следа                                         | Without A Trace                                 | Аллен Дэвис              | эпизод «Crossroads»                                                     |
| 2006        | Далёкие уголки                                    | Above & Beyond                                  | Сэр Фредерик Бантинг     | мини-сериал                                                             |
| 2006        | Оттенки черного: История Конрада Блэка            | Shades Of Black: The Conrad Black Story         | Джефф Райли              | телевизионный фильм                                                     |
| 2006        | Мастера ужасов                                    | Masters Of Horror                               | Алан                     | фильм «The Screwfly Solution»                                           |
| 2007        | Сабс                                              | Subs                                            | Мистер Клейтон           | пилотный эпизод                                                         |
| 2007        | Луна: Дух кита                                    | Luna: Spirit Of The Whale                       | Тед Джеффрис             | телевизионный фильм                                                     |
| 2007        | Медиум                                            | Medium                                          | Уолтер Пакстон           | эпизоды: «Head Games», «Heads Will Roll» и «Everything Comes To A Head» |
| 2007        | Не плачь                                          | Don’t Cry Now                                   | Ник                      | телевизионный фильм                                                     |
| 2007        | Точка прерывания                                  | Termination Point                               | Калеб Смит               | телевизионный фильм                                                     |
| 2007        | Эверест                                           | Everest                                         | Джон Локлан              | мини-сериал                                                             |
| 2007        | На краю жизни                                     | Side Order Of Life                              | Йен Денисон              | главная мужская роль                                                    |
| 2008        | Другая женщина                                    | The Other Woman                                 | Пит                      | телевизионный фильм                                                     |
| 2008        | Меня зовут Эрл                                    | My Name Is Earl                                 | Кузен Блейк              | эпизод «Earl & Joy’s Anniversary»                                       |
| 2008        | Дочь невесты                                      | A Very Merry Daughter Of The Bride              | Уилльям                  | телевизионный фильм                                                     |
| 2009        | В ожидании чуда                                   | Expecting A Miracle                             | Пит Стэнхоуп             | телевизионный фильм                                                     |
| 2009        | День триффидов                                    | The Day Of The Triffids                         | Кокер                    | мини-сериал                                                             |
| 2010—2013   | Зовите меня Фитцем                                | Call Me Fitz                                    | Ричард «Фитц» Фитцпатрик | главная роль                                                            |
| 2011        | Хейвен                                            | Haven                                           | Крис Броуди              | 4 эпизода                                                               |
| 2011        | Мешок с костями                                   | Stephen King’s Bag Of Bones                     | Марти                    | мини-сериал                                                             |
| 2012        | Ясновидец                                         | Psych                                           | Клайв                    | эпизод «Neal Simon’s Lover’s Retreat»                                   |
| 2013        | Как я встретил вашу маму                          | How I Met Your Mother                           | играет самого себя       | эпизод «P.S. I Love You»                                                |
| 2016—2021   | Частные сыщики                                    | Private Eyes                                    | Мэтт «Тень» Шейд         | Главная роль                                                            |
| 2019        | БХ90210                                           | BH90210                                         | Брендон Уолш, камео      | 6 эпизодов, главная роль                                                |

## Награды
| Премии и номинации | Премии и номинации                    | Премии и номинации                                           | Премии и номинации                        | Премии и номинации |
| Год                | Премия                                | Категория                                                    | Роль                                      | Результат          |
| ------------------ | ------------------------------------- | ------------------------------------------------------------ | ----------------------------------------- | ------------------ |
| 1990               | Young Artist Awards                   | «Лучшее исполнение мужской роли второго плана в телесериале» | «Сестра Кейт»                             | Номинация          |
| 1993               | Golden Globe Awards                   | «Лучшее исполнение мужской роли в телевизионной драме»       | «Беверли-Хиллз, 90210»                    | Номинация          |
| 1995               | Golden Globe Awards                   | «Лучшее исполнение мужской роли в телевизионной драме»       | «Беверли-Хиллз, 90210»                    | Номинация          |
| 2003               | Gemini Awards                         | «Лучшее исполнение роли или обязанностей ведущего»           | «Истинный смысл рождественских ценностей» | Номинация          |
| 2011               | Monte-Carlo TV Festival: Golden Nymph | «Лучшее исполнение мужской роли в комедийном сериале»        | «Зовите меня Фитцем»                      | Номинация          |
| 2011               | Canadian Comedy Award                 | «Лучшее исполнение мужской роли в комедийном сериале»        | «Зовите меня Фитцем»                      | Победа             |
| 2011               | Gemini Awards                         | «Лучший актёрский ансамбль в комедийном сериале»             | «Зовите меня Фитцем»                      | Номинация          |